# Premiership Rugby 2010-2011
Premiership Rugby 2010-11 fu il 24º campionato nazionale inglese di rugby a 15 di prima divisione.
Si tenne dal 3 settembre 2010 al 28 maggio 2011 tra 12 squadre, che si incontrarono nella stagione regolare a girone unico che designò le quattro contendenti ai play-off per il titolo finale.
Da tale stagione il torneo fu noto con il nome di Aviva Premiership a seguito di accordo di naming stipulato a luglio 2010 con la compagnia britannica d'assicurazioni Aviva.
Tra le novità figura l'esordio in Premiership dell'Exeter, club con all'epoca 139 anni di storia alle spalle e 13 stagioni consecutive in seconda divisione.
La gara per il titolo fu l'esatta riproposizione del duello di un anno prima, con Leicester che giunse alla sua settima finale consecutiva battendo Northampton nel proprio play-off mentre il Saracens ebbe la meglio su Gloucester per due soli punti di vantaggio e senza marcare alcuna meta.
Al secondo tentativo, furono i Sarries ad aggiudicarsi il titolo, il primo del loro palmarès, imponendosi di stretta misura, 22-18, su Leicester.
In coda, la lotta serrata per non retrocedere si risolse solo all'ultima giornata: Newcastle terminò appaiato a Leeds in fondo alla classifica, ma ebbe la meglio sui rivali dello Yorkshire per differenza punti e li condannò al Championship per la stagione successiva.
Il valore delle marcature, come stabilito dall’IRFB nel 1992, era: 5 punti per ciascuna meta (7 se trasformata), 3 punti per la realizzazione di ciascun calcio piazzato, idem per il drop.

## Squadre partecipanti
- Bath
- Exeter
- Gloucester
- Harlequins (Londra)
- Leeds Carnegie
- Leicester
- London Irish (Londra)
- London Wasps (Londra)
- Newcastle (Newcastle upon Tyne)
- Northampton
- Sale Sharks (Sale)
- Saracens (Londra)

## Stagione regolare

### Risultati
|            | 1ª giornata                |       |
| ---------- | -------------------------- | ----- |
| 3-9-2010   | Sale Sharks – Newcastle    | 35-18 |
| 4-9-2010   | London Irish – Saracens    | 33-16 |
| 4-9-2010   | Exeter – Gloucester        | 22-10 |
| 4-9-2010   | Wasps – Harlequins         | 29-29 |
| 5-9-2010   | Leeds – Bath               | 16-32 |
| 5-9-2010   | Northampton – Leicester    | 27-19 |
|            |                            |       |
|            | 4ª giornata                |       |
| 25-9-2010  | Bath – Sale Sharks         | 31-16 |
| 25-9-2010  | Gloucester – Wasps         | 22-20 |
| 25-9-2010  | Harlequins – Exeter        | 40-13 |
| 25-9-2010  | Leicester – Leeds          | 48-6  |
| 25-9-2010  | Newcastle – London Irish   | 12-46 |
| 26-9-2010  | Saracens – Northampton     | 24-17 |
|            |                            |       |
|            | 7ª giornata                |       |
| 30-10-2010 | Northampton – Newcastle    | 34-13 |
| 30-10-2010 | Saracens – Exeter          | 9-23  |
| 30-10-2010 | Gloucester – Leicester     | 19-12 |
| 31-10-2010 | Harlequins – Bath          | 6-6   |
| 31-10-2010 | Leeds – Wasps              | 8-17  |
| 31-10-2010 | London Irish – Sale Sharks | 39-26 |
|            |                            |       |
|            | 10ª giornata               |       |
| 4-12-2010  | London Irish – Leicester   | 14-23 |
| 5-12-2010  | Saracens – Harlequins      | 26-14 |
| 5-12-2010  | Wasps – Exeter             | 24-12 |
| 12-3-2011  | Leeds – Northampton        | 13-23 |
| 8-4-2011   | Sale Sharks – Gloucester   | 26-31 |
| 30-4-2011  | Newcastle – Bath           | 11-14 |
|            |                            |       |
|            | 13ª giornata               |       |
| 7-1-2011   | Newcastle – Sale Sharks    | 19-19 |
| 8-1-2011   | Bath – Leeds               | 16-13 |
| 8-1-2011   | Gloucester – Exeter        | 37-23 |
| 8-1-2011   | Harlequins – Wasps         | 17-10 |
| 8-1-2011   | Leicester – Northampton    | 27-16 |
| 9-1-2011   | Saracens – London Irish    | 12-6  |
|            |                            |       |
|            | 16ª giornata               |       |
| 25-2-2011  | Sale Sharks – Leicester    | 16-18 |
| 26-2-2011  | London Irish – Harlequins  | 15-9  |
| 26-2-2011  | Northampton – Gloucester   | 16-18 |
| 26-2-2011  | Exeter – Bath              | 9-12  |
| 27-2-2011  | Leeds – Newcastle          | 5-22  |
| 27-2-2011  | Wasps – Saracens           | 15-26 |
|            |                            |       |
|            | 19ª giornata               |       |
| 2-4-2011   | Gloucester – Newcastle     | 34-9  |
| 2-4-2011   | Harlequins – Leicester     | 13-17 |
| 2-4-2011   | Northampton – Sale Sharks  | 53-24 |
| 3-4-2011   | Leeds – Exeter             | 27-22 |
| 3-4-2011   | London Irish – Wasps       | 25-12 |
| 3-4-2011   | Saracens – Bath            | 20-9  |
|            |                            |       |
|            | 22ª giornata               |       |
| 7-5-2011   | Bath – Newcastle           | 42-12 |
| 7-5-2011   | Exeter – Wasps             | 21-8  |
| 7-5-2011   | Gloucester – Sale Sharks   | 68-17 |
| 7-5-2011   | Harlequins – Saracens      | 13-16 |
| 7-5-2011   | Leicester – London Irish   | 32-23 |
| 7-5-2011   | Northampton – Leeds        | 31-24 |

|            | 2ª giornata                |       |
| ---------- | -------------------------- | ----- |
| 10-9-2010  | Newcastle – Wasps          | 29-17 |
| 11-9-2010  | Harlequins – Northampton   | 16-20 |
| 11-9-2010  | Bath – London Irish        | 20-16 |
| 11-9-2010  | Gloucester – Leeds         | 22-21 |
| 11-9-2010  | Leicester – Exeter         | 37-27 |
| 12-9-2010  | Saracens – Sale Sharks     | 28-13 |
|            |                            |       |
|            | 5ª giornata                |       |
| 1-10-2010  | Sale Sharks – Wasps        | 24-25 |
| 1-10-2010  | Bath – Gloucester          | 3-18  |
| 2-10-2010  | Harlequins – Newcastle     | 23-12 |
| 2-10-2010  | London Irish – Leeds       | 40-24 |
| 2-10-2010  | Northampton – Exeter       | 27-21 |
| 3-10-2010  | Saracens – Leicester       | 26-20 |
|            |                            |       |
|            | 8ª giornata                |       |
| 19-11-2010 | Leicester – Harlequins     | 18-13 |
| 19-11-2010 | Sale Sharks – Northampton  | 10-19 |
| 20-11-2010 | Exeter – Leeds             | 15-9  |
| 21-11-2010 | Bath – Saracens            | 13-17 |
| 21-11-2010 | Wasps – London Irish       | 33-25 |
| 21-11-2010 | Newcastle – Gloucester     | 12-6  |
|            |                            |       |
|            | 11ª giornata               |       |
| 26-12-2010 | Saracens – Wasps           | 13-6  |
| 27-12-2010 | Leicester – Sale Sharks    | 54-21 |
| 27-12-2010 | Harlequins – London Irish  | 28-18 |
| 9-4-2011   | Bath – Exeter              | 26-18 |
| 9-4-2011   | Newcastle – Leeds          | 29-30 |
| 19-4-2011  | Gloucester – Northampton   | 27-15 |
|            |                            |       |
|            | 14ª giornata               |       |
| 11-1-2011  | Sale Sharks – Bath         | 7-19  |
| 12-1-2011  | London Irish – Newcastle   | 23-14 |
| 12-1-2011  | Exeter – Harlequins        | 20-6  |
| 12-1-2011  | Northampton – Saracens     | 15-29 |
| 13-1-2011  | Leeds – Leicester          | 9-15  |
| 13-1-2011  | Wasps – Gloucester         | 9-10  |
|            |                            |       |
|            | 17ª giornata               |       |
| 4-3-2011   | Newcastle – Harlequins     | 33-18 |
| 5-3-2011   | Gloucester – Bath          | 34-22 |
| 5-3-2011   | Leicester – Saracens       | 14-15 |
| 6-3-2011   | Exeter – Northampton       | 30-9  |
| 6-3-2011   | Leeds – London Irish       | 27-19 |
| 6-3-2011   | Wasps – Sale Sharks        | 33-26 |
|            |                            |       |
|            | 20ª giornata               |       |
| 15-4-2011  | Newcastle – Northampton    | 15-22 |
| 16-4-2011  | Sale Sharks – London Irish | 20-34 |
| 16-4-2011  | Bath – Harlequins          | 19-15 |
| 16-4-2011  | Exeter – Saracens          | 12-33 |
| 16-4-2011  | Leicester – Gloucester     | 41-41 |
| 17-4-2011  | Wasps – Leeds              | 51-18 |

|            | 3ª giornata                |       |
| ---------- | -------------------------- | ----- |
| 17-9-2010  | Northampton – Bath         | 31-10 |
| 17-9-2010  | Sale Sharks – Harlequins   | 21-17 |
| 18-9-2010  | Exeter – Newcastle         | 22-17 |
| 18-9-2010  | Wasps – Leicester          | 37-30 |
| 19-9-2010  | Leeds – Saracens           | 14-26 |
| 19-9-2010  | London Irish – Gloucester  | 23-16 |
|            |                            |       |
|            | 6ª giornata                |       |
| 22-10-2010 | Leeds – Sale Sharks        | 3-6   |
| 22-10-2010 | Newcastle – Saracens       | 13-15 |
| 23-10-2010 | Leicester – Bath           | 21-15 |
| 23-10-2010 | Gloucester – Harlequins    | 33-26 |
| 23-10-2010 | Exeter – London Irish      | 9-12  |
| 24-10-2010 | Wasps – Northampton        | 10-37 |
|            |                            |       |
|            | 9ª giornata                |       |
| 26-11-2010 | Northampton – London Irish | 35-23 |
| 27-11-2010 | Exeter – Sale Sharks       | 24-19 |
| 27-11-2010 | Leicester – Newcastle      | 44-19 |
| 27-11-2010 | Bath – Wasps               | 6-11  |
| 27-11-2010 | Gloucester – Saracens      | 19-13 |
| 28-11-2010 | Harlequins – Leeds         | 51-18 |
|            |                            |       |
|            | 12ª giornata               |       |
| 1-1-2010   | Leeds – Gloucester         | 15-13 |
| 1-1-2010   | Northampton – Harlequins   | 13-16 |
| 1-1-2011   | London Irish – Bath        | 24-25 |
| 2-1-2011   | Exeter – Leicester         | 15-22 |
| 2-1-2011   | Wasps – Newcastle          | 33-16 |
| 2-1-2011   | Sale Sharks – Saracens     | 28-22 |
|            |                            |       |
|            | 15ª giornata               |       |
| 18-2-2011  | Gloucester – London Irish  | 23-9  |
| 18-2-2011  | Newcastle – Exeter         | 13-23 |
| 19-2-2011  | Bath – Northampton         | 38-8  |
| 19-2-2011  | Harlequins – Sale Sharks   | 21-9  |
| 19-2-2011  | Leicester – Wasps          | 21-12 |
| 20-2-2011  | Saracens – Leeds           | 39-0  |
|            |                            |       |
|            | 18ª giornata               |       |
| 25-3-2011  | Sale Sharks – Leeds        | 15-12 |
| 26-3-2011  | Bath – Leicester           | 6-37  |
| 26-3-2011  | Harlequins – Gloucester    | 53-15 |
| 26-3-2011  | London Irish – Exeter      | 39-17 |
| 27-3-2011  | Northampton – Wasps        | 39-3  |
| 27-3-2011  | Saracens – Newcastle       | 24-9  |
|            |                            |       |
|            | 21ª giornata               |       |
| 22-4-2011  | Sale Sharks – Exeter       | 24-30 |
| 22-4-2011  | Newcastle – Leicester      | 13-24 |
| 23-4-2011  | London Irish – Northampton | 20-26 |
| 23-4-2011  | Wasps – Bath               | 10-43 |
| 24-4-2011  | Saracens – Gloucester      | 35-12 |
| 24-4-2011  | Leeds – Harlequins         | 3-38  |

### Classifica
| Pos | Squadra        | G  | V  | N | P  | PF  | PS  | DP   | BMP | Pt |
| --- | -------------- | -- | -- | - | -- | --- | --- | ---- | --- | -- |
| 1   | Leicester      | 22 | 16 | 1 | 5  | 594 | 403 | +191 | 12  | 78 |
| 2   | Saracens       | 22 | 18 | 0 | 4  | 484 | 318 | +166 | 4   | 76 |
| 3   | Gloucester     | 22 | 14 | 1 | 7  | 528 | 452 | +76  | 9   | 67 |
| 4   | Northampton    | 22 | 14 | 0 | 8  | 533 | 430 | +103 | 9   | 65 |
| 5   | Bath           | 22 | 13 | 1 | 8  | 427 | 367 | +60  | 8   | 62 |
| 6   | London Irish   | 22 | 11 | 0 | 11 | 523 | 459 | +64  | 10  | 54 |
| 7   | Harlequins     | 22 | 9  | 2 | 11 | 482 | 384 | +98  | 12  | 52 |
| 8   | Exeter         | 22 | 10 | 0 | 12 | 428 | 460 | −32  | 3   | 43 |
| 9   | London Wasps   | 22 | 9  | 1 | 12 | 425 | 497 | −72  | 5   | 43 |
| 10  | Sale Sharks    | 22 | 6  | 1 | 15 | 432 | 618 | −186 | 6   | 32 |
| 11  | Newcastle      | 22 | 4  | 1 | 17 | 360 | 553 | −193 | 5   | 23 |
| 12  | Leeds Carnegie | 22 | 4  | 0 | 18 | 315 | 590 | −275 | 7   | 23 |

## Play-off
|  | Semifinali | Semifinali  | Semifinali |          |           | Finale    | Finale | Finale |  |
|  |            |             |            |          |           |           |        |        |  |
|  | 1          | Leicester   | 11         |          |           |           |        |        |  |
|  | 1          | Leicester   | 11         |          |           |           |        |        |  |
|  | 4          | Northampton | 3          |          |           |           |        |        |  |
|  | 4          | Northampton | 3          |          | Leicester | Leicester | 18     |        |  |
|  |            |             |            |          | Leicester | Leicester | 18     |        |  |
|  |            |             | Saracens   | Saracens | 22        |           |        |        |  |
|  | 2          | Saracens    | Saracens   | Saracens | 22        | 12        |        |        |  |
|  | 2          | Saracens    |            |          |           |           |        |        |  |
|  | 3          | Gloucester  | 10         |          |           |           |        |        |  |

### Semifinali
| Arbitro: | Wayne Barnes (Gloucester) |

|                |      |           |
| A. Tuilagi 68’ | mt   |           |
| Flood 37’, 60’ | c.p. | 46’ Myler |

| Arbitro: | Andrew Small (Milton Keynes) |

|                               |      |                 |
|                               | mt   | 69’ N. Robinson |
|                               | tr   | 70’ N. Robinson |
| O. Farrell 17’, 23’, 41’, 73’ | c.p. | 40’ N. Robinson |

### Finale
| Arbitro: | Wayne Barnes (Gloucester) |

| |              | |
| | mt           | 28’ Short |
| | tr           | 29’ O. Farrell |
| Flood 9’, 18’, 38’, 49’, 68’, 74’ | c.p.         | 6’, 20’, 35’, 43’, 73’ O. Farrell |
| · 74’ S. Hamilton · Agulla · M. Smith · Allen · A. Tuilagi · Flood · 5-15’ B. Youngs · 77’ Ayerza · 69’ Chuter · 53’ Castrogiovanni · 71’ Mafi · Skivington · Croft · 64’ Newby · 49’ 64’ Crane | Formazioni   | · Al. Goode · Strettle · Wyles · Barritt · Short · O. Farrell · de Kock 49’ · Stevens 57’ · Brits · Nieto 59’ · Borthwick · M. Botha 55’ · Brown · J. Burger · Saull 33’ |
| · 49’ Waldrom · 53’ Cole · 69’ Hawkins · 71’ Slater · 74’ Twelvetrees · 77’ Stankovich | Sostituzioni | · E. Joubert 33’ · Wigglesworth 49’ · Vyvyan 55’ · Gill 57’ · P. du Plessis 59’                                                                                          |
| Richard Cockerill | Allenatori   | Mark McCall |

## Verdetti
- Saracens: Campione d'Inghilterra.
- Saracens, Leicester, Gloucester, Northampton, Bath, London Irish: qualificate alla Heineken Cup 2011-12.
- Harlequins, Exeter, London Wasps, Sale Sharks, Newcastle: qualificate alla Challenge Cup 2011-12.
- Leeds Carnegie: retrocesso in RFU Championship 2011-12.